# Augusta d'Assia-Homburg
Augusta Federica d'Assia-Homburg (Homburg vor der Höhe, 28 novembre 1776 – Ludwigslust, 1º aprile 1871) fu una principessa d'Assia-Homburg e granduchessa ereditaria consorte di Meclemburgo-Schwerin.

## Biografia
Augusta era una delle figlie del langravio Federico V d'Assia-Homburg (1748–1820), e di sua moglie, la principessa Carolina (1746–1821), figlia del langravio Luigi IX d'Assia-Darmstadt.
Dopo che le sue sorelle avevano lasciato molto presto la casa paterna, andate in spose a diversi principi tedeschi dell'epoca, fu Agusta ad occuparsi del suo malaticcio padre.
Il 3 aprile 1818, sposò ad Homburg il granduca ereditario Federico Ludovico di Meclemburgo-Schwerin. Federico era a quel tempo rimasto già due volte vedovo ed era padre di quattro figli, per i quali Augusta fu una matrigna premurosa e della cui educazione si prese carico, soprattutto dopo la morte del marito, occorsa dopo soli 18 mesi dopo il matrimonio, senza che gli sposi avessero avuto figli.
Sviluppò un rapporto particolarmente stretto con la sua figliastra Elena.

## Ascendenza
|                                           |                                         |                                                         | Genitori                                                 |  |  | Nonni |  |  | Bisnonni                                     |  |  | Trisnonni                              |  |
|                                           |                                         |                                                         |                                                          |  |  |       |  |  | Langravio Casimiro Guglielmo d'Assia-Homburg |  |  | Federico II, Langravio d'Assia-Homburg |  |
|                                           |                                         |                                                         |                                                          |  |  |       |  |  | Langravio Casimiro Guglielmo d'Assia-Homburg |  |  | Federico II, Langravio d'Assia-Homburg |  |
|                                           |                                         | Principessa Luisa Elisabetta di Curlandia               |                                                          |  |  |       |  |  | Langravio Casimiro Guglielmo d'Assia-Homburg |  |  |                                        |  |
| Federico IV, Langravio d'Assia-Homburg    |                                         |                                                         |                                                          |  |  |       |  |  | Langravio Casimiro Guglielmo d'Assia-Homburg |  |  |                                        |  |
|                                           |                                         | Contessa Cristina Carlotta di Solms-Braunfels           | Guglielmo Maurizio, Conte di Solms-Braunfels             |  |  |       |  |  |                                              |  |  |                                        |  |
|                                           |                                         | Contessa Cristina Carlotta di Solms-Braunfels           | Guglielmo Maurizio, Conte di Solms-Braunfels             |  |  |       |  |  |                                              |  |  |                                        |  |
|                                           |                                         | Contessa Cristina Carlotta di Solms-Braunfels           | Langravia Maddalena Sofia d'Assia-Homburg                |  |  |       |  |  |                                              |  |  |                                        |  |
| Federico V, Langravio d'Assia-Homburg     |                                         | Contessa Cristina Carlotta di Solms-Braunfels           |                                                          |  |  |       |  |  |                                              |  |  |                                        |  |
|                                           |                                         | Federico Guglielmo, Principe di Solms-Braunfels         | Guglielmo Maurizio, Conte di Solms-Braunfels             |  |  |       |  |  |                                              |  |  |                                        |  |
|                                           |                                         | Federico Guglielmo, Principe di Solms-Braunfels         | Guglielmo Maurizio, Conte di Solms-Braunfels             |  |  |       |  |  |                                              |  |  |                                        |  |
|                                           |                                         | Federico Guglielmo, Principe di Solms-Braunfels         | Langravia Maddalena Sofia d'Assia-Homburg                |  |  |       |  |  |                                              |  |  |                                        |  |
| Contessa Ulrica Luisa di Solms-Braunfels  |                                         | Federico Guglielmo, Principe di Solms-Braunfels         |                                                          |  |  |       |  |  |                                              |  |  |                                        |  |
|                                           |                                         | Contessa Sofia Maddalena Benigna di Solms-Utphe-Laubach | Carlo Ottone, Conte di Solms-Laubach-Utphe e Tecklenburg |  |  |       |  |  |                                              |  |  |                                        |  |
|                                           |                                         | Contessa Sofia Maddalena Benigna di Solms-Utphe-Laubach | Carlo Ottone, Conte di Solms-Laubach-Utphe e Tecklenburg |  |  |       |  |  |                                              |  |  |                                        |  |
|                                           |                                         | Contessa Sofia Maddalena Benigna di Solms-Utphe-Laubach | Contessa Luisa di Schönburg-Waldenburg                   |  |  |       |  |  |                                              |  |  |                                        |  |
| Langravia Augusta d'Assia-Homburg         |                                         | Contessa Sofia Maddalena Benigna di Solms-Utphe-Laubach |                                                          |  |  |       |  |  |                                              |  |  |                                        |  |
|                                           | Luigi VIII, Langravio d'Assia-Darmstadt | Ernesto Luigi, Langravio d'Assia-Darmstadt              |                                                          |  |  |       |  |  |                                              |  |  |                                        |  |
|                                           | Luigi VIII, Langravio d'Assia-Darmstadt | Ernesto Luigi, Langravio d'Assia-Darmstadt              |                                                          |  |  |       |  |  |                                              |  |  |                                        |  |
|                                           | Luigi VIII, Langravio d'Assia-Darmstadt | Dorotea Carlotta di Brandeburgo-Ansbach                 |                                                          |  |  |       |  |  |                                              |  |  |                                        |  |
| Luigi IX, Langravio d'Assia-Darmstadt     | Luigi VIII, Langravio d'Assia-Darmstadt |                                                         |                                                          |  |  |       |  |  |                                              |  |  |                                        |  |
|                                           |                                         | Contessa Carlotta di Hanau-Lichtenberg                  | Giovanni Reinardo III, Conte di Hanau-Lichtenberg        |  |  |       |  |  |                                              |  |  |                                        |  |
|                                           |                                         | Contessa Carlotta di Hanau-Lichtenberg                  | Giovanni Reinardo III, Conte di Hanau-Lichtenberg        |  |  |       |  |  |                                              |  |  |                                        |  |
|                                           |                                         | Contessa Carlotta di Hanau-Lichtenberg                  | Dorotea Federica di Brandeburgo-Ansbach                  |  |  |       |  |  |                                              |  |  |                                        |  |
| Carolina d'Assia-Darmstadt                |                                         | Contessa Carlotta di Hanau-Lichtenberg                  |                                                          |  |  |       |  |  |                                              |  |  |                                        |  |
|                                           |                                         | Cristiano III, Conte Palatino di Zweibrücken            | Cristiano II, Conte Palatino di Zweibrücken              |  |  |       |  |  |                                              |  |  |                                        |  |
|                                           |                                         | Cristiano III, Conte Palatino di Zweibrücken            | Cristiano II, Conte Palatino di Zweibrücken              |  |  |       |  |  |                                              |  |  |                                        |  |
|                                           |                                         | Cristiano III, Conte Palatino di Zweibrücken            | Contessa Caterina Agata di Rappoltstein                  |  |  |       |  |  |                                              |  |  |                                        |  |
| Contessa Palatina Carolina di Zweibrücken |                                         | Cristiano III, Conte Palatino di Zweibrücken            |                                                          |  |  |       |  |  |                                              |  |  |                                        |  |
|                                           |                                         | Carolina di Nassau-Saarbrücken                          | Luigi Crato, Conte di Nassau-Saarbrücken                 |  |  |       |  |  |                                              |  |  |                                        |  |
|                                           |                                         | Carolina di Nassau-Saarbrücken                          | Luigi Crato, Conte di Nassau-Saarbrücken                 |  |  |       |  |  |                                              |  |  |                                        |  |
|                                           |                                         | Carolina di Nassau-Saarbrücken                          | Filippina Enrichetta di Hohenlohe-Langenburg             |  |  |       |  |  |                                              |  |  |                                        |  |
|                                           |                                         | Carolina di Nassau-Saarbrücken                          |                                                          |  |  |       |  |  |                                              |  |  |                                        |  |